# Hadji Mohammad Ajul
Hadji Mohammad Ajul è una municipalità di sesta classe delle Filippine, situata nella Provincia di Basilan, nella Regione Autonoma nel Mindanao Musulmano.
Hadji Mohammad Ajul è formata da 11 baranggay, fino al 22 maggio 2006 facenti parte di Tuburan:
- Basakan
- Buton
- Candiis
- Langil
- Langong
- Languyan
- Pintasan
- Seronggon
- Sibago
- Sulutan Matangal
- Tuburan Proper (Pob.)